# 第35回アメリカスカップ
第35回アメリカスカップ（だい35かいアメリカスカップ英語: 35th America's Cup）は、2017年6月に英領バミューダ諸島にて行われたヨットレースのシリーズ。エミレーツ・チーム・ニュージーランドが7-1でオラクルを下した。

## 概要
前回大会（第34回アメリカスカップ）の勝者であるオラクル・チームUSAがホストを務める。開催地は前回のサンフランシスコが開催を辞退したため、複数の候補地の中から2014年12月にバミューダ諸島が選ばれた。

## レギュレーション

### ヨット
前回大会同様双胴船（カタマラン）が統一ヨット規格として採用されるが、ヨットの規格は以下の通り微妙に変更された。
AC45F
前哨戦シリーズで使用されるワンメイクヨット。前回大会のAC45に相当する。
AC45S（AC45T）
レースには使用できない実験用ヨット。船体のハルサイズがAC45Fと同一（45フィート）という制限を除けばデザインに制限はなく、様々なテストやクルーのトレーニング等に使用できる。
ACC（AC50）
ルイ・ヴィトンカップ及びアメリカスカップ本戦で使用されるヨット。ハルサイズは15m（50フィート弱）と、AC45F/AC45Sに比べ若干拡大されているが、前回大会のAC72に比べると小型化された。
2019年に発足したSailGPで使用される「F50」は、本ヨットの規格をベースとしている。

### その他
挑戦艇決定シリーズであるルイ・ヴィトンカップに、防衛艇のオラクル・チームUSAが予選のみ参加することになった。

## 参加シンジケート

### 防衛艇
- オラクル・チームUSA（アメリカ合衆国）

### 挑戦艇
- Artemis Racing（スウェーデン）
- エミレーツ・チーム・ニュージーランド（ニュージーランド）
- ランドローバー・BAR（イギリス）
- Groupama Team France（フランス）
- ソフトバンク・チーム・ジャパン（日本）

アメリカスカップの基本規則を定めた贈与証書（Deed of Gift）上必要となる挑戦者代表（Challenger of Record）については、2013年10月にオーストラリアのハミルトン・アイランド・ヨットクラブが務めることに決定していたが、2014年7月に同チームがエントリーを取り消し、その代わりとなるチームも選ばれなかったため、アメリカスカップとしては異例の「挑戦者代表無し」での開催となる。